# Dąbrowa (Arciechów)
Dąbrowa – przysiółek wsi Arciechów w Polsce położona w województwie mazowieckim, w powiecie wołomińskim, w gminie Radzymin. Leży nad Starym Bugiem, starorzeczu Bugu.
Dąbrowa jest obecnie częścią składową sołectwa Nowe Załubice.
W latach 1867–1954 wieś w gminie Radzymin; 20 października 1933 utworzyła gromadę Dąbrowa w granicach gminy Radzymin.
Podczas II wojny światowej Dąbrowa i Arciechów - jako jedyne gromady gminy Radzymin - zostały włączone do III Rzeszy. Po wojnie włączona do gromady Arciechów. 
W latach 1975–1998 Dąbrowa administracyjnie należała do województwa warszawskiego.